# Nicole Berger (actrice française)
Pour les articles homonymes, voir Nicole Berger et Berger (homonymie).
Nicole Berger est une actrice française, née Nicole Gouspeyre le 12 juin 1934 à Paris 12e et morte le 13 avril 1967 à Rouen, des suites d'un accident de la route.

## Biographie

### Carrière
Dans l'immédiate après-guerre, la jeune Nicole Berger suit les cours de Tania Balachova au théâtre du Vieux-Colombier.
À la suite de cette formation, elle effectue une brève carrière théâtrale : Carambouille, de Jean Guitton, une tournée de trois mois avec notamment La Cerisaie d'Anton Tchekhov en Amérique du Sud : Brésil, Chili, Argentine, Uruguay pour la Compagnie Barrault-Renaud, Roméo et Juliette avec Maurice Ronet, La Fiancée du matin, du jeune auteur belge Hugo Claus.
Remarquée dans Julietta de Marc Allégret en 1953, elle est choisie par Claude Autant-Lara l'année suivante pour tenir l'un des trois principaux rôles du film Le Blé en herbe.
Elle accomplit, de 1954 à 1963, une carrière discrète, tournant dans le Printemps, l'Automne et l'Amour, avec Fernandel (1955), Les Indiscrètes (1955), Les Aventures de Till l'Espiègle (1956), avec Gérard Philipe, Celui qui doit mourir (1956), En cas de malheur, avec Brigitte Bardot (1958), les Dragueurs (1959), Tirez sur le pianiste (1960), et La Dénonciation (1962).
Après une éclipse de quelques années au cours desquelles elle ne participe qu'à un seul long métrage, elle devient, en 1966, l'héroïne du feuilleton télévisé, Cécilia, médecin de campagne. Ce feuilleton, de 13 épisodes de 26 minutes chacun, diffusé chaque semaine sur la 1re chaîne de l'ORTF, lui apporte une grande popularité. Elle obtient même plusieurs couvertures de magazines dont celle de Télé 7 jours.
Son dernier film, sorti en 1968, sera La Permission, du metteur en scène et romancier américain Melvin Van Peebles, film qui raconte la brève rencontre d'un GI avec une jeune Française.

### Mort
Le 8 avril 1967, de nuit, sur la RN 13 aux abords de Duranville dans l'Eure, elle perd le contrôle de sa voiture à cause d'un orage de grêle et percute un arbre. Sa compagne, Dany Dauberson, est éjectée, mais Nicole a la cage thoracique enfoncée par le volant et le crâne fracturé,. Grièvement blessées, les deux accidentées sont emmenées à l’hôpital Charles-Nicolle de Rouen, mais Nicole meurt au bout de six jours de lutte et de souffrances, à 32 ans. Dany restera inconsolable et ne recouvrera jamais une santé parfaite.
Nicole Berger est inhumée au cimetière du Père-Lachaise (67e division).

## Filmographie

### Cinéma
- 1952 : Jocelyn de Jacques de Casembroot : Julie, la sœur de Jocelyn
- 1953 : Julietta, de Marc Allégret : Martine Valendor
- 1954 : Le Blé en herbe de Claude Autant-Lara : Vinca Ferret
- 1955 : Le Printemps, l'Automne et l'Amour de Gilles Grangier : Cécilia
- 1956 : Une fille de Flandres (Ein Mädchen aus Flandern) d'Helmut Käutner : Angeline Meunier
- 1956 : Les Indiscrètes de Raoul André : Élisabeth Langeac
- 1956 : Les Aventures de Till l'Espiègle, de Joris Ivens et Gérard Philipe : Néle
- 1957 : Celui qui doit mourir de Jules Dassin : Marion
- 1958 : Le Printemps de la vie (Livets vår) de Arne Mattsson : Elisa Fernandez
- 1958 : Premier mai ou Le Père et l'Enfant de Luis Saslavsky : Annie Chapois
- 1958 : En cas de malheur, de Claude Autant-Lara : Janine
- 1958 : Véronique et son cancre (Court métrage) d'Éric Rohmer : Véronique
- 1959 : Filles de nuit de Maurice Cloche : Néda
- 1959 : Les Dragueurs de Jean-Pierre Mocky : Françoise
- 1959 : Tous les garçons s'appellent Patrick ou Charlotte et Véronique (Court métrage) de Jean-Luc Godard : Véronique
- 1959 : L'Ambitieuse (ou Le Passager clandestin) d'Yves Allégret : Claire Roncourt
- 1960 : Tirez sur le pianiste de François Truffaut : Thérèse Saroyan
- 1960 : The Siege of Sidney Street ou (The Siege of Hell Street) de Robert S. Baker et Monty Berman : Sara
- 1961 : La machine à parler d'amour : la jeune fille
- 1962 : La Dénonciation de Jacques Doniol-Valcroze : Éléonore Germain
- 1963 : Chair de poule de Julien Duvivier : Simone
- 1963 : À propos d'un meurtre (court métrage) de Christian Ledieu
- 1964 : Douchka (court métrage) de Marco de Gastyne : la narratrice
- 1968 : La Permission (The Story of a Three-Day Pass), de Melvin Van Peebles : Miriam

### Télévision
- 1957 : L'Habit vert (téléfilm)
- 1959 : La caméra explore le temps La Dernière Nuit de Koenigsmark (épisode de la série TV) : Sophie Dorothée de Hanovre
- 1961 : La Vie que je t'ai donnée (téléfilm) : Lucia
- 1961 : Le Massacre des innocents (téléfilm) : Rose
- 1964 : Les Cabinets particuliers (téléfilm) : Ernestine
- 1965 : Mademoiselle de La Ferté (téléfilm) : Diana
- 1966 : Cécilia, médecin de campagne d'André Michel (série TV) : Cécilia Baudouin

## Théâtre
- 1957 : L'Habit vert de Robert de Flers et Gaston Arman de Caillavet, mise en scène Marcel Cravenne [10]
- 1959 : La Folie de et mise en scène Louis Ducreux, théâtre de la Madeleine
- 1961 : La Ménagerie de verre de Tennessee Williams, mise en scène Antoine Bourseiller, théâtre des Célestins
- 1962 : Trois fois le jour de Claude Spaak, mise en scène Daniel Leveugle, théâtre de l'Athénée